# James Butler, IV conde de Ormond
James Butler, IV conde de Ormond (23 de mayo de 1393-23 de agosto de 1452) era hijo de James Butler, III conde de Ormond. Fue apodado como 'El Conde Blanco' y era estimado por su conocimiento. Fue el meceneas de la obra literaria irlandesa, 'El Libro del Conde Blanco'. Su carrera estuvo marcada por su larga y amarga contienda con la familia Talbot.

## Familia
James Butler era el segundo pero el mayor superviviente de James Butler, III conde de Ormond, y su primera mujer Anne Welles, hija de John de Welles, Barón Welles con Maude de Ros, hija de William de Ros, Barón de Ros de Helmsley.[1]

## Carrera

Irlanda en 1450 mostrando el Earldom de Ormond.

Prevaleció sobre Enrique V para crear un Rey de Armas en Irlanda, con el título de Rey de Irlanda de Armas (alterado por Eduardo VI a Rey de Armas de Úlster), y donó tierras a perpetuidad al College of Arms, Londres. Fue nombrado Lord Diputado de Irlanda en 1405, y Lord teniente de Irlanda en 1420, 1425, y 1442. Nombró a James FitzGerald, VI conde de Desmond como Senescal de Imokilly en 1420.

### La contiende Butler–Talbot
Su mandato como Lord Teniente estuvo marcado por su amarga contienda con los Talbot, liderados por John Talbot, I conde de Shrewsbury y su hermano Richard, Arzobispo de Dublín. La disputa llegó a su culmen en 1442 cuando el Arzobispo Talbot, presuntamente actuando en nombre del Parlamento irlandés, se presentó ante el Consejo privado con una larga lista de acusaciones hacia Ormonde, al que se acusaba de ser viejo y débil (de hecho sea, solo tenía cincuenta años, lo que no era considerado como una edad avanzada ni en el siglo XV), y de haber perdido la mayoría de sus propiedades irlandesas por negligencia; había también referencias imprecisas a traición y "otros delitos que no podían ser nombrados". El Consejo convocó a Ormonde para que diera cuenta de sus actos: se defendió enérgicamente, y respondió detalladamente al Arzobispo. El Consejo no tomó ninguna acción en su contra. En cambio él reprochó a ambos lados la disputa, ya que había dificultado el buen gobierno de Irlanda. La contienda se enfrió gradualmente enfriada fuera, y las relaciones amistosas entre las dos familias fueron finalmente restablecidas con el matrimonio de la hija de Ormonde, Elizabeth, con el hijo y heredero de Shrewsbury, John.

### Años posteriores
Ormonde permaneció siendo influyente en la política irlandesa, a pesar de que sus últimos años se vieron perturbados por nuevas peleas con el Conde de Desmond, con Giles Thorndon, el Tesorero de Irlanda, y con Richard Wogan, el Lord Canciller de Irlanda. Wogan en particular se quejó de que no era capaz de soportar la carga del "pesado señorío" de Oromnde y solicitó ser autorizado para delegar sus tareas.
En 1440 Ormonde recibió una concesión de temporalidad de la Sede de Cashel por diez años, tras la muerte del Arzobispo de Cashel, Richard O'Hedian. Construyó los castillos de Nenagh, Roscrea y Templemore al norte del Condado de Tipperary y Tulleophelim (o Tullowphelim) en el Condado de Carlow. Enrego la mansión y el patronazgo dede Hickcote en Buckinghamshire al Hospital de St Thomas de Acre en Londres, confirmado por el Parlamento de Inglaterra (en el tercer año de Enrique VI).
Como su suegro no tuvo hijo superviviente, Ormond, por derecho de su segunda esposa Elizabeth, reclamó la posesión del Condado de Kildare, y por algunos años fue capaz de mantener al heredero legítimo fuera de su herencia.
Murió en Dublín el 23 de agosto de 1452 a su regreso de una expedición contra Connor O'Mulrian, y fue enterrado en St. Mary Abbey,cerca de Dublín.

## Matrimonio e hijos
Se casó primero, en 1413, con Joan Beauchamp (1396–1430), hija de William de Beauchamp, I Barón Bergavenny y Joan Arundel, con quien tuvo tres hijos y dos hijas:[6]
- James Butler, V conde de Ormond.
- John Butler, VI conde de Ormond.
- Thomas Butler, VII conde de Ormond.
- Elizabeth Butler.
- Anne Butler.

Se casó después con licencia de fecha 18 de julio de 1432, con Elizabeth Fitzgerald (c. 1398 - 6 de agosto de 1452), viuda de John Grey, Barón Grey de Codnor (muerto 14 de septiembre de 1430), e hija de Gerald FitzGerald, V conde de Kildare y su segunda mujer Agnes Darcy, con quien no tuvo hijos.